# ブルダ
ブルダ（Brda, フリウリ語：Cuei, イタリア語：Collio）は、スロベニアの市である。